# European Federation of Autonomic Societies
Die European Federation of Autonomic Societies (EFAS) ist eine wissenschaftliche Gesellschaft, die als Dachorganisation aller europäischen nationalen Gesellschaften zur Erforschung des autonomen Nervensystems fungiert. Das Autonome Nervensystem ist bei einer Reihe klinischer Krankheitsbilder in mehreren Fachbereichen (u. a. Neurologie, Innere Medizin, Urologie u. a.) mitbeteiligt. Die Gesellschaft ist fachoffen und widmet sich neben klinischer Tätigkeit auch der Grundlagenforschung. EFAS wurde im Oktober 1998 initiiert.

## EFAS Jahrestagung
EFAS hält einmal jährlich eine Tagung ab, die jedes Jahr von einer anderen nationalen autonomen Gesellschaft koordiniert wird. Die EFAS als fachoffene Gesellschaft mit Überlappung mit anderen Sonderfächern und Grundlagenwissenschaften hielt einige ihrer Jahrestagungen gemeinsam mit einer fachverwandten internationalen Gesellschaft ab. Gemeinsame Kongresse wurden veranstaltet mit der International Society for Autonomic Neuroscience (2009, 2013, 2015), der European Federation of Neurological Societies (jetzt European Academy of Neurology) (2008, 2012) und der American Autonomic Society (2004, 2007).
Der Kongress 2018 steht im Zeichen des 20. Jubiläums der EFAS und wird gemeinsam mit dem International Congress of Nerve and Muscle Diseases. in Wien stattfinden.

## Ausbildung
Seit 2009 organisiert die EFAS regelmäßige Ausbildungsveranstaltungen, anfangs unterstützt durch die European Federation of Neurological Societies.
EFAS sah eine Notwendigkeit, Ausbildungsveranstaltungen regelmäßig abzuhalten, da es in vielen europäischen Ländern keine strukturierte Ausbildung für die Evaluierung des autonomen Nervensystems gibt und daher interessierte Ärzte keinen geführten Zugang zur autonomen Evaluierung vorfinden. Zielgruppe sind konsequenterweise junge klinisch tätige Ärzte, die sich ein Spezialwissen um die Abklärung und Versorgung autonomer Funktionsstörungen erarbeiten möchten. EFAS organisiert diese Ausbildungen nun jährlich vor oder nach der Jahrestagung (EFAS School).

## Wissenschaftliches Organ
Das offizielle Organ der Gesellschaft ist Clinical Autonomic Research.